# Debra Baptist-Estrada
Debra Baptist-Estrada, är en tulltjänsteman från Belize.
Debra Baptist-Estrada arbetade vid Belizes internationella flygplats där hon i samarbete med amerikanska tjänstemän lyckades identifiera och avslöja en kriminell organisation som smugglade människor och droger via Belize. Hon arbetade efter detta vid landets norra gräns för att bevaka inkommande migranter. Hon har gjort sig känd för att vara en av få tjänstemän som inte tar emot mutor och har officiellt tagit avstånd från korruption.
2016 tilldelades Debra Baptist-Estrada International Women of Courage Award.
2019 blev hon utsedd till chef för Immigrationsenheten där hon arbetat, vilket skapat kontrovers eftersom hon med denna utnämning gick före flera som hade högre akademiska kvalifikationer.